# Överst-Lommen
Överst-Lommen är en sjö i Sollefteå kommun i Ångermanland och ingår i Ångermanälvens huvudavrinningsområde. Sjöns area är 0,016 kvadratkilometer och den befinner sig 195 meter över havet.